# 瓦休基夫卡 (聶伯彼得羅夫斯克州)
瓦休基夫卡（羅馬化：Vasiukivka）是烏克蘭中部第聶伯羅彼得羅夫斯克州錫內利尼科韋區彼得羅巴甫利夫卡市鎮的村莊，處於薩馬拉河左岸，距離盧霍韋2.5公里，海拔高度80米，2001年人口110。